# Pala Gozzi
La Pala Gozzi o Apparizione della Vergine è un dipinto a tecnica mista su tavola (312x215 cm) di Tiziano, datato 1520 e conservato nella Pinacoteca civica Francesco Podesti ad Ancona. L'opera è firmata sul cartiglio in basso al centro: "ALOYXIUS GOTIUS RAGOSINUS / FECIT FIERI / MDXX / TITIANUS CADORINUS PINSIT".

## Storia
Il dipinto è firmato e riporta la data 1520; si pone dunque come importante riferimento cronologicamente sicuro, essendo la prima opera datata di Tiziano, insieme all'Annunciazione della cattedrale di Treviso.
Alvise Gozzi era un mercante di Ragusa, trasferitosi ad Ancona per seguire i suoi interessi commerciali; riconoscente alla città che lo aveva accolto e nella quale aveva fatto fortuna, decise di investire una parte dei suoi beni per abbellire la più antica chiesa francescana di Ancona, San Francesco ad alto, dove finanziò il rifacimento del coro e un nuovo altare maggiore; per la pala d'altare volle puntare in alto e la commissionò a Tiziano, che allora, e da una decina di anni, era unanimemente considerato il principe dei pittori.
Nel 1863, la chiesa ove si trovava l'opera venne demanializzata e trasformata in ospedale militare, e nel 1884 il dipinto fu trasferito nella Pinacoteca civica.

## Descrizione e stile
Su una nuvola che appare in un cielo crepuscolare tinto di toni dorati, arancio e rossi, si manifesta l'apparizione di Maria col Bambino in mano, affiancata da un angelo vestito e due nudi, che porgono corone. In basso, sulla riva deserta di un'isola, si trovano i santi Francesco d'Assisi, che mostra le stimmate, e san Biagio vescovo, protettore di Ragusa, che indica al committente inginocchiato la Madonna. Estremamente intenso è il ritratto di Alvise Gozzi, che mostra una tonsura molto originale, che ricorda quella dei monaci.
Al centro del quadro un ramo di fico che nasce da un tronco spezzato si staglia verso l'alto e, per quanto stentato, porta frutto. Alla base dell'albero un insieme di piante erbacee è mosso dalla brezza marina.
Il confronto canonico della pala anconetana di Tiziano è con la Madonna di Foligno di Raffaello, di cui sviluppò alcuni elementi, arricchendo in pienezza i colori, incalzando l'eloquenza dei gesti e progettando una composizione più sciolta. Alla serenità imperturbabile del Sanzio, Tiziano sostituì qui un'eroica energia umana.
In lontananza si scorge una veduta di Venezia, con il Palazzo Ducale, le cupole e il campanile di San Marco; una imbarcazione a vela passa davanti alla Punta della Dogana.
Sulla sinistra del dipinto, dietro alla figura di San Francesco, Tiziano ha raffigurato un paesaggio ridotto nelle dimensioni, ma suggestivo per la presenza di una figura che dà le spalle all'osservatore, seduta su un prato scosceso, illuminato dalla luce del tramonto filtrata dagli alberi di un bosco. Tale piccola scena è stata avvicinata, per la posizione dell'uomo seduto, alla Tempesta del Giorgione e ad altre opere di Tiziano: il pastore della Madonna del Coniglio, all'anziano dell'Allegoria delle tre età della vita, al pastore con il flauto nella Ninfa e pastore e alla figura maschile del Baccanale degli Andrii, ma soprattutto alla donna con liuto vista di spalle del Concerto campestre. Il paesaggio in questione, per quanto limitato nelle dimensioni, ci ricorda che la pittura di Tiziano mira ad "esprimere il sentimento della realtà totale nella vitalità del frammento".
Il retro della pala presenta una serie di disegni schizzati a chiaroscuro e in parte ombreggiati a pennello, ritenuti autografi tizianeschi; a sostegno di questa ipotesi si porta la somiglianza tra una testa di bambino qui ritratta e la testa del Bambino Gesù raffigurata nella pala. Il retro è visibile al pubblico, grazie ad un allestimento particolare.

## Interpretazione
Tutti gli studiosi sono d'accordo sul fatto che san Francesco e san Biagio ricordano rispettivamente Ancona (per il riferimento alla chiesa anconitana di San Francesco ad alto per la quale era stata dipinta l'opera) e Ragusa (di cui san Biagio è il patrono). 
Secondo alcuni, la presenza di una veduta di Venezia sullo sfondo conteneva un messaggio politico, legato al dominio della Serenissima: nel 1510 Giulio II infatti aveva posto un freno alla supremazia veneziana sull'Adriatico, garantendo per tutte le marinerie, e dunque anche per Ancona e Ragusa, libertà di navigazione e commercio; nel 1520 le nuove convenzioni europee avevano però restituito a Venezia i suoi privilegi sull'Adriatico. Ecco quindi che la presenza di Francesco, simboleggiante Ancona, e Biagio, per Ragusa, apparivano come riconoscenti sottomettendosi a Venezia/Maria, secondo un rapporto tra la Serenissima e la Vergine ormai iconograficamente consolidato.
Secondo altri, con la compresenza di San Francesco (rappresentante Ancona), di San Biagio (rappresentate Ragusa) e della veduta di Venezia, Tiziano ha voluto evidenziare l'unione artistica tra le tre principali città portuali adriatiche del tempo, rivali nella politica e nell'economia, ma unite dalla cultura: nel Rinascimento si era stabilita una fitta rete di rapporti artistici tra Marche, Veneto e Dalmazia, che andava al di là della contrapposizione commerciale che vedeva la repubblica di Ancona e quella di Ragusa alleate per resistere alla potenza veneziana.